# Reconnected EP
Reconnected EP es un EP con versiones con remezclas hechas en 2008 de temas clásicos de Yazoo, la banda formada por Vince Clarke y Alison Moyet. Este EP salió a raíz de la edición del compilatorio In Your Room.

## Formatos
MUTE (12YAZ8) 12" Vinilo
1. Situation (Hercules And Love Affair)
2. Goodbye 70's (Black Light Odyssey Remix)
3. Ode To Boy (Das Shadow Rewerk)
4. Winter Kills (Electronic Periodic's Sub/Piano Mix)

Digital Release
1. Situation (Hercules and Love Affair Remix)
2. Goodbye 70's (Black Light Odyssey Remix)
3. Ode To Boy (Das Shadow Rewerk)
4. Winter Kills (Electronic Periodic's Sub/ Piano Mix)
5. Bad Connection (Subway Collective Broadband Remix)
6. State Farm (Madhouse Mix)[2]

## Créditos
- Situation y State Farm escritas por Vince Clarke y Alison Moyet.
- Goodbye '70's, Winter Kills, Ode To Boy escritas por Alison Moyet.
- Bad Connection escrita por Vince Clarke.

## Posiciones en los rankings
Reconnected EP alcanzó el puesto 116 del UK Chart.